# Testify
Testify – siódmy album solowy Phila Collinsa wydany w 2002. Płyta nie zdobyła uznania i stała się najgorzej sprzedawanym solowym krążkiem artysty. Album zdobył 30 miejsce na liście przebojów w USA i 15 miejsce w Wielkiej Brytanii.
"Can't Stop Loving You" - główny singel z płyty, będący coverem piosenki Leo Sayera zdobył pewną popularność i ostatecznie zajął 76 miejsce na liście Billboardu.
W czasopiśmie branżowym Teraz Rock wystawiono płycie ocenę 1 na 5.

## Lista utworów
1. "Wake Up Call" – 5:14
2. "Come With Me" – 4:34
3. "Testify" – 6:31
4. "Don't Get Me Started" – 4:41
5. "Swing Low" – 5:08
6. "It's Not Too Late" – 3:59
7. "This Love This Heart" – 4:04
8. "Driving Me Crazy" – 4:37
9. "The Least You Can Do" – 4:22
10. "Can't Stop Loving You" – 4:17
11. "Thru My Eyes" – 5:07
12. "You Touch My Heart" – 4:43